# 传播学
传播学（英語：Communication studies）的研究对象有着多种表达，概况的说，传播学是研究人际与社会信息的传递、社会信息系统运行的学科。传播的概念同样有着来自不同学科视角和不同侧重的表达，传播的定义主要概况为六种：传播是传递，传播是共享与互动，传播是控制，传播是撒播，传播是权力，传播是游戏。通过话语研究可以探究这六种定义的原因以及这些定义蕴含的几种传播概念。

## 概述
传播学通常分为大众传播，组织传播，集体传播，人际传播，人内传播五个部分。按传播的媒介分，可分出口语传播，文字传播，非语言传播，数字传播等几个分支。按信息内容及目的来分，又涉及出新闻学，公共关系学、廣告學等专业。这些领域的研究内容是与传播学的研究相互重叠的。
在中国古代，人们通过驿站、飞鸽传书、烽火报警、符號、身體語言、眼神、觸碰等方式进行信息传递。到了今天，随着科学水平的飞速发展，相继出现了无线电、固定电话、移动电话、互联网甚至視訊電話等各种通信方式，信息的传播可以覆盖全球并且在人们的生活中扮演着日趋重要角色。而与此同时，通信技术的发展极大的丰富了传播学研究的理论和内容，并且与其它学科之间的联系也更加繁复。

## 典型的传播模式

### 单向的传播模式
拉斯韋爾的5W模式：
- 傳者/發訊者（Source/Sender）：who
- 訊息（Message）：say what
- 渠道（Channel）：in which channel
- 受眾/受傳者（Receiver）：to whom
- 效果（Effect）：with what effect

香农的信息论模式：信源→编码→信道→解码→信宿
其過程，簡而言之，是發訊者將訊息以語言、文字或其他方式編碼（Encode），再透過溝通渠道傳遞到接受者，由接受者自己解碼（Decode）出發訊者的訊息。以電台這種大眾傳播媒介為例，電台的員工（發訊者）將資訊（如新聞）以聲音加密，透過大氣電波（大眾傳播媒介）這渠道，傳送到聽眾（接受者），聽眾（受眾）在腦海中解讀聲音，從而得到資訊。
这两种模式的共同点是将信息的传递看成单项的过程，而忽略了受众的能动性和信息从接收者反馈给发送者的过程，香农模式注意到了噪音，但将信息传递中社会环境的影响并不是噪音可以解释的。

### 循环的传播模式
奥斯古德和施拉姆的模式中，每个传播者既是加工信息的人，也是解释和翻译信息的人，他们既传出信息又编辑信息，同时作出理解。这个模式的是针对人际传播的，暗示着传播者互相是拥有平等的传播机会和理解能力，而在社会中许多人的政治地位，文化水平和经济都是有差异的。
徳弗勒的互动模式在香农的基础上而来，不再是单项的传播，将编码和解码换成了发射器和接收器，增加了噪音对传播中每一环节的影响。这个模式更加符合普遍的传播过程，且加深了学者们对噪音的理解。

## 传播学史
如果将传播定义为信息的传递，那从原始社会以来，人类交流传播这个过程一直在进行。但是传播成为一专门学科是从二十世纪的美國开始的。不少大学在二十世纪中开始成立新闻传播学院，四五十年代正式由施拉姆建立成一门学科，而中国大陆传播学研究则起步更晚，于80年后才开始。
一战后宣传研究的兴起使各国的人们和政府意识到了宣传的力量，广播公司的兴起使得市场研究开始注重于受众的喜好。二战时众多欧洲学者包括卡尔·霍夫兰，保罗·拉扎斯菲尔德，阿多诺等学者也前往美国避难。这些社会科学领域跨学科的学者们后来被美国政府聚集在华盛顿，进行几种类型的传播研究。例如卡尔·霍夫兰等人关于电影说服的研究，拉斯韦尔等人关于宣传内容的研究等等。战后一些曾为传播学做出贡献的学者回到原先的领域，施拉姆则是在战后萌生了创立一个新学科的想法。
传播学是一门非常年轻的学科，在20世纪中期建立。在美国大学里建立一个新的科学领域是一件极其罕见的事件。自1900年左右，即当5个传统的社会科学（经济学、心理学、政治学、社会学和人类学）建立以后，只有极少的新的学术领域能够发展起来。作为传播学学科地位的的确立者，施拉姆确实做出了不可替代的贡献。他于1947年在伊利诺大学创造了第一个传播学院，是世界上第一个具有传播学教授和系主任头衔的人。他在1948年撰写了第一部传播学课程的教科书《现代社会的传播》，施拉姆创立传播学的标志是1949年由他编撰的第一本权威性的传播学著作——《大众传播学》的出版。

## 傳播学的分支
傳播可以分為以下幾類：
- 自我傳播（Intrapersonal communication）
- 人際傳播 (Interpersonal Communication)
- 組織傳播 (Organizational Communication)
- 大眾傳播 (Mass Communication)
- 對外傳播 (International Communication)
- 传播史 (Communication History)
- 网络传播学 (Internet Communication)
- 传播效果研究：传播学的微观研究，分析如何有效传达信息，控制噪音的負作用。
- 科技传播学 (Science Communication)
- 新闻学 (Journalism)
- 广告学 (Advertisement)
- 公共关系学 (Public Relations)
- 媒體素養 (Media Literacy)
- 傳播生態學 (Media Ecology)
- 视觉传播学 (Visual Communication)
- 发展传播学 (Developmental Communication)
- 健康传播学 (Health Communication)
- 電腦中介傳播 (Computer-Mediated Communication)

## 传播学相关领域
- 认知语言学
- 对话分析研究
- 话语分析研究
- 环境传播
- 语言学
- 大众传播
- 政治传播
- 符号学
- 社会学
- 社会语言学
- 认知心理学

## 传播学经典著作
- 李普曼：《公众舆论》
- 拉扎斯菲尔德：《人民的选择》
- 拉斯韦尔：《社会传播的结构与功能》
- 霍夫兰：《传播与说服》
- 施拉姆：《大众传播学》
- 麦克卢汉：《理解媒介》
- 帕克：《移民报刊及控制》
- 霍金斯报告：《自由而负责任的媒体》
- 联合国教科文组织：《多种声音，一个世界》
- 威尔伯·施拉姆、威廉•波特：《传播学概论》
- 埃弗里特·M·羅傑斯：《传播学史——一种传记式的方法》

## 延伸阅读
- 克劳德·艾尔伍德·香农和Warren Weaver:《通信的数学理论》（A Mathematical Theory of Communication）
- 诺伯特·维纳：《控制论》（Cybernetics: Or Control and Communication in the Animal and the Machine）

## 参看
- 溝通
- 报纸
- 电台
- 电视台
- 大众传媒
- 网络
- 新媒体
- 符号
- 传播